# Lincoln Portela
Lincoln Diniz Portela (Belo Horizonte, 3 de novembro de 1953) é um pastor evangélico, apresentador de televisão, radialista e político brasileiro, filiado ao Partido Liberal. É presidente da Igreja Batista Solidária. É pai do deputado estadual Léo Portela e casado com a vereadora de Belo Horizonte, Marilda Portela.

## Biografia
Lincoln é formado em Teologia pelo Instituto Bíblico das Assembleias de Deus em Goiânia (1971-1974); Doutor em Teologia pela União Internacional Seção Brasil (2002) e Doutor em Divindade pela Unipaz (2005). É pastor presidente da Igreja Batista Solidária desde 1992. A igreja foi fundada como Igreja Batista Vale da Benção, em 20 de junho de 1959, e renomeada em 3 de abril de 2005.
Teve carreira como comunicador em Minas Gerais. Como radialista em Belo Horizonte, notabilizou-se como âncora, comentarista e apresentador na Rádio 88.7 FM, na Rádio 90.7 FM, na Rádio Atalaia AM, e na Rádio Cidade FM. Apresentou o programa Record em Notícias, na Rede Record de Televisão (1996-1998) e apresentou por seis anos o programa Alerta Geral, na Rede Super. Também foi Secretário Municipal Adjunto de Esportes de Belo Horizonte (1997-1998).
Já na vida política, foi filiado a diversos partidos, e eleito deputado federal por Minas Gerais em 1998. Foi reeleito em 2002, 2006, 2010 e 2018.
Votou a favor do Processo de impeachment de Dilma Rousseff. Já no Governo Michel Temer, votou contra a PEC do Teto dos Gastos Públicos. Em abril de 2017 foi contrário à Reforma Trabalhista.  Em agosto de 2017 votou a favor do processo em que se pedia abertura de investigação do então presidente Michel Temer.
Em maio de 2022, foi eleito o novo Vice-presidente da Câmara dos Deputados do Brasil, logo após a destituição de Marcelo Ramos do cargo.